# Alexander Christiansson
Olof Alexander Christiansson, född 18 februari 1981 i Erska församling, Älvsborgs län, är en svensk politiker (sverigedemokrat) och tidigare egen företagare. Han är ordinarie riksdagsledamot sedan 2018, invald för Västra Götalands läns västra valkrets sedan 2022 (dessförinnan invald för Göteborgs kommuns valkrets 2018–2022).
I riksdagen är Christiansson ledamot i kulturutskottet sedan 2023 och Europarådets svenska delegation sedan 2022. Han var ledamot i arbetsmarknadsutskottet 2018–2021 och näringsutskottet 2021–2022 samt har varit suppleant i bland annat EU-nämnden, näringsutskottet, utrikesutskottet och Europarådets svenska delegation. Han är Sverigedemokraternas talesperson i småföretagarfrågor.
Christiansson är son till Ulf Christiansson.